# Fabrizio Bernardi
| Odkryte planetoidy: 25                                                    | Odkryte planetoidy: 25 | Odkryte planetoidy: 25 |
| ------------------------------------------------------------------------- | ---------------------- | ---------------------- |
| (65001) Teodorescu                                                        | 9 stycznia 2002        | MPC                    |
| (78123) Dimare                                                            | 10 lipca 2002          | MPC                    |
| (78309) Alessielisa                                                       | 5 sierpnia 2002        | MPC                    |
| (78453) Bullock                                                           | 3 września 2002        | MPC                    |
| (84118) Bracalicioci                                                      | 3 września 2002        | MPC                    |
| (84119) Sanitariitaliani                                                  | 3 września 2002        | MPC                    |
| (84120) Antonacci                                                         | 4 września 2002        | MPC                    |
| (84339) Francescaballi                                                    | 2 października 2002    | MPC                    |
| (90278) Caprese                                                           | 24 lutego 2003         | MPC                    |
| (95020) Nencini                                                           | 10 stycznia 2002       | MPC                    |
| (95760) Protezionecivile                                                  | 9 marca 2003           | MPC                    |
| (95951) Ernestopalomba                                                    | 18 sierpnia 2003       | MPC                    |
| (99942) Apophis                                                           | 19 czerwca 2004        | MPC                    |
| (111571) Bebevio                                                          | 11 stycznia 2002       | MPC                    |
| (112320) Danielegardiol                                                   | 19 czerwca 2002        | MPC                    |
| (112337) Francescaguerra                                                  | 10 lipca 2002          | MPC                    |
| (112492) Annacipriani                                                     | 2 sierpnia 2002        | MPC                    |
| (114735) Irenemagni                                                       | 24 kwietnia 2003       | MPC                    |
| (113208) Lea                                                              | 5 września 2002        | MPC                    |
| (250370) Obertocitterio                                                   | 12 października 2003   | MPC                    |
| (413666) 2005 VJ119                                                       | 7 listopada 2005       | MPC                    |
| (558279) 2015 AY21                                                        | 10 stycznia 2002       | MPC                    |
| (607627) 2002 AB217                                                       | 12 stycznia 2002       | MPC                    |
| (608743) 2003 YO183                                                       | 13 marca 2008          | MPC                    |
| (610849) 2006 HA151                                                       | 30 kwietnia 2006       | MPC                    |
| 1. 2. 3. 4. 5. 6.                                                         |                        |                        |
| Współodkryte planetoidy, których odkrycie przypisano programowi CINEOS: 3 |                        |                        |
| (416151) 2002 RQ25                                                        | 3 września 2001        | MPC                    |
| (280244) 2002 WP11                                                        | 27 listopada 2002      | MPC                    |
| 2003 FB5                                                                  | 26 marca 2003          | MPC                    |

Fabrizio Bernardi (ur. 9 kwietnia 1972 w Pomezia) – włoski astronom. W latach 2002–2008 odkrył 25 planetoid, którym nadano numery, z czego 11 wspólnie z innymi astronomami, oraz uczestniczył w odkryciu kilku innych w ramach programu CINEOS.

## Życiorys
Studiował astronomię na Uniwersytecie w Padwie. W roku 2003 na Università degli Studi di Roma Tor Vergata obronił rozprawę doktorską dotyczącą programu CINEOS, z którym aktywnie współpracował. W latach 2003–2006 pracował w Institute for Astronomy Uniwersytetu Hawajskiego, gdzie został jednym ze współodkrywców niebezpiecznie bliskiej Ziemi planetoidy (99942) Apophis. Odkrył także kometę długookresową P/2005 V1 (Bernardi), pierwszą kometę odkrytą w hawajskim obserwatorium na Mauna Kea.
Jego nazwiskiem nazwano planetoidę (27983) Bernardi.